# یوجی اوهنو
یوجی اوهنو (انگلیسی: Yuji Ohno; ۳۰ مهٔ ۱۹۴۱ – ) آهنگساز، نوازنده پیانو، و موزیسین جاز اهل ژاپن بود. وی از سال ۱۹۶۸ میلادی تاکنون مشغول فعالیت بوده‌است.